# NGC 972
NGC 972 ist eine Spiralgalaxie mit ausgedehnten Sternentstehungsgebieten vom Hubble-Typ Sab im Sternbild Widder an der Ekliptik. Sie ist schätzungsweise 73 Millionen Lichtjahre von der Milchstraße entfernt und hat einen Durchmesser von etwa 70.000 Lj. 

Im selben Himmelsareal befindet sich die Galaxie NGC 953.
Das Objekt wurde am 11. September 1784 von William Herschel entdeckt.